# Франсиско Нуњез Оливера
Франсиско Нуњез Оливера (шп. Francisco Núñez Olivera; Биенвенида, 13. децембар 1904 — Биенвенида, 29. јануар 2018) био је шпански суперстогодишњак који је према гинисовој књизи рекорда носио титулу најстаријег живог мушкарца на свету у периоду од 11. августа 2017. до 29. јануара 2018. године.

## Биографија
Франсиско Нуњез Оливера рођен је у Биенвениди, Екстремадура, Шпанија, 13. децембра 1904. године. Већи део живота провео је радећи као фармер. У доби од 19 година регрутован је у војску. Био је ветеран Рифског рата (1921–1926). У неком тренутку оженио се и добио четворо деце (два сина и две ћерке). Његова супруга Марија Мартин Нуњез, преминула је 1988. године.
У доби од 90 година имао је операцију у којој му је уклоњен један бубрег. У доби од 98 година имао је операцију катаракте, а у доби од 108 година примљен је у болницу због инфекције мокраћних путева. Његови рођаци тврдили су да је за његову дуговечност заслужна прехрана утемељена на конзумирању поврћа узгојеног на властитој земљи и то што је сваки дан пио по једну чашу вина. Франсиско је тврдио да је за његову дуговечност заслужан напоран рад и стална физика активност.
13. фебруара 2013. године, након смрти 109-годишњег Биенвенида Килветија Уркија, постао је најстарији живи мушкарац у Шпанији.
13. априла 2016. године, након смрти 111-годишњег Харолда Брачера из Уједињеног Краљевства, постао је најстарији живи мушкарац у Европи.
11. августа 2017. године, након смрти 113-годишњег Израела Криштала из Израела, постао је најстарији живи мушкарац на свету.
15. децембра 2017. године, након смрти 116-годишње Ане Веле Рубио, постао је најстарија жива особа у Шпанији.
Франсиско Нуњез Оливера преминуо је у Биенвениди, Екстремадура, Шпанија, 29. јануара 2018. године, у доби од 113 година и 47 дана. Након његове смрти, тада 112-годишњи Масазо Нонака из Јапана, преузео је титулу најстаријег живог мушкарца на свету.